# Anielska fontanna w Bolkowie

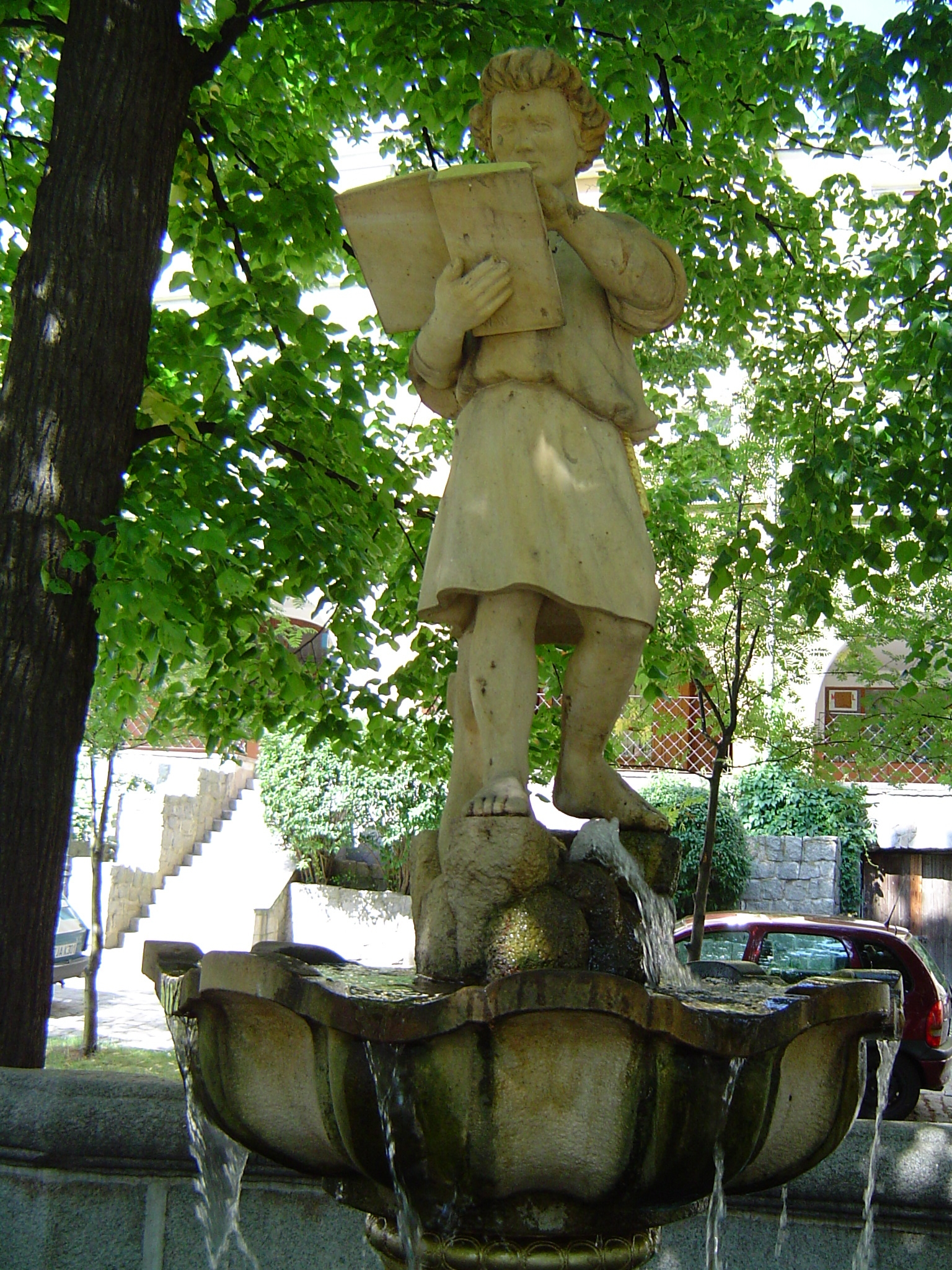
Figura chłopca

Anielska fontanna (niem. Angel Brunnen) – fontanna usytuowana w 1858 r. na miejscu dawnego kościoła ewangelickiego w Bolkowie (w tym miejscu znajdował się ołtarz). Wykonano ją z szarego granitu, ma owalny kształt.
W czasach gdy zamek znajdował się pod panowaniem cystersów, fontanna znajdowała się koło kościoła katolickiego. O przeniesienie jej zadbał hrabia Hoym, koszty pokryła Henriette Kramsta (z domu Krebs, wdowa po Erneście Heinrichu Kramście). Od tej pory fontanna stoi w połowie odległości między kościołem katolickim a ratuszem.
W tym czasie w centrum fontanny postawiono cynową figurę chłopca (około 115 cm wysokości) czytającego trzymaną w prawej dłoni Biblię (książkę), lewą dłoń opierającego na stronicy księgi. U jego stóp znajdowała się cynowa czara (ok. 95 cm średnicy i 33 cm wysokości). Chłopiec odziany był w szatę przypominając tunikę przewiązaną w pasie. Autor rzeźby i odlewu pozostaje nieznany. Nie wiadomo dokładnie, skąd fontanna otrzymała nazwę anielskiej, sugeruje się, że z powodu wyglądu chłopca (choć nie ma skrzydeł) lub że nazwa pochodziła od anielskiej studni lub źródła.
Figura został skradziona, prawdopodobnie w latach 1948–1951. W 1982 r. cokół, na którym pierwotnie stała figura, obudowano kamieniem i w ten sposób powstała misa (poprzednia cynowa również została skradziona). Na środku misy znajdowała się metalowa rura, z której przez kilka miesięcy w roku tryskała woda.
W 2001 roku, dzięki staraniom władz miasta i byłego mieszkańca i honorowego obywatela Bolkowa Hansa-Jochena Meiera, na miejscu zaginionej figury umieszczono jej wykonaną z piaskowca replikę.
We wrześniu 2005 bliźniacza figura stanęła obok urzędu gminy w Borken (miasto partnerskie Bolkowa).